# N.I.B.
N.I.B.는 영국 헤비 메탈밴드 블랙 사바스의 곡이다. 밴드명과 동일한 제목의 데뷔 음반의 4번째 트랙으로 수록됐다. 베이시스트 기저 버틀러가 작사했으며, 가사 내용은 루시퍼를 주인공으로 하는 1인칭 시점의 이야기다. 버틀러는 가사에 대해 "악마가 사랑에 빠져서 착한 사람이 된다는 이야기"라고 설명했다.

## 곡의 제목
곡의 제목인 "N.I.B."가 무슨 뜻인지에 대한 여러 추측이 있었다. 일군의 팬들은 N.I.B.가 "검은 성탄(Nativity In Black)" 혹은 "피로 쓴 이름(Name in Blood)"의 줄임말이라고 추측했는데, 1990년대 초 기저 버틀러는 한 인터뷰에서 곡 제목의 아이디어를 드러머 빌 워드의 수염이 펜촉 모양과 비슷한 것을 보고 떠올렸다고 밝혔다. 버틀러는 "원래 (제목은) 빌의 수염에서 착안한 '펜촉'이었는데 좀더 흥미롭게 보이도록 하려고 구두점을 찍었다. 그랬더니 미국에서 "검은 성탄(Nativity in Black)"이라고 역두문자어를 만들었다"라고 말했다.
N.I.B.의 뜻은 '검은 성탄'이 아니었음이 밝혀졌지만, 이 역두문자어는 1994년과 2000년에 발표된 블랙사바스 트리뷰트 앨범의 제목으로 쓰였다.

## 커버 버전 및 대중문화에서의 등장
1994년 트리뷰트 앨범에 참여한 어글리 키드 조가 이 곡을 커버했다.
2000년 트리뷰트 앨범에는 오지 오스본과 프라이머스가 커버한 버전이 수록됐으며 2000년 10월 빌보드 메인스트림 록 트랙 차트에서 2위를 기록했다. 이 버전은 2005년 발매된 오지 오스본의 프린스 오브 다크니스에도 수록됐다.
미국의 싱어인 스톰 라지가 커버하기도 했으며, 그의 2014년 앨범 르 보너에 수록됐다.